# Villi Hermann
Villi Hermann (* 1941 in Luzern) ist ein Schweizer Regisseur, Drehbuchautor und Journalist.

## Leben
Villi Hermann studierte an der London School of Film Technique (heute London Film School) und schloss 1969 mit einem Diplom ab. Er gründete 1981 seine eigene Filmproduktionsfirma, die Imago Film. Er schreibt für den Corriere del Ticino (Lugano), area (Lugano), Giornale del Popolo (Lugano), Du, Cooperazione u. a. Er lebt im Malcantone.
1982 erhielt er zusammen mit Hans Stürm und Niklaus Meienberg einen Adolf-Grimme-Preis mit Bronze für Es ist kalt in Brandenburg (Hitler töten).
2021 war ihm die Sektion Rencontre der Solothurner Filmtage gewidmet.

## Filmografie

### Regisseur
- 1969: Fed Up
- 1970: 24 su 24 – Die Schmuggler
- 11970: 0ème Essai
- 1972: Eine Lokalzeitung im Wandel der Zeit
- 1972: Processed By...
- 1974: Arbeitskräfte gesucht, wir bieten... (Cerchiamo per subito operai, offriamo...)
- 1977: San Gottardo – Gewinner des Silbernen Leoparden
- 1980: Es ist kalt in Brandenburg (Hitler töten)
- 1981: Matlosa
- 1986: Innocenza
- 1989: Bankomatt
- 1990: Siamo tutti pedoni
- 1992: Unterwegs mit Jean Mohr (En voyage avec Jean Mohr)
- 1996: Leiden für ein bisschen Ruhm (Per un raggio di gloria)
- 1998: Giovanni Orelli. Finestre aperte
- 1998: Tamaro. Steine und Engel. Mario Botta Enzo Cucchi
- 2000: Luigi Einaudi. Diario dall'esilio svizzero
- 2004: Mussolini, Churchill und Postkarten
- 2004: Walker. Renzo Ferrari
- 2005: Sam Gabai. Präsenzen
- 2006: Greina
- 2006: Pédra. Reporter ohne Grenzen
- 2008: DJ Mafio. Positive Vibes
- 2009: Von Irgendwo nach Nirgendwo. Unterwegs in China mit dem Fotografen Andreas Seibert (From Somewhere to Nowhere. On the road in China with photographer Andreas Seibert)
- 2011: Gotthard Schuh. Eine sinnliche Sicht der Welt
- 2017: Qual der Wahl mit zwanzig (CHoisir à vingt ans)
- 2020: Ultime sfornata
- 2021: Ultime mazza
- 2021: Ultime luci rosse
- 2024: Flavio Paolucci. Da Guelmim a Biasca

### Produzent
- 2008: Ombre, Regie: Alberto Meroni
- 2010: Sinestesia, Regie: Erik Bernasconi
- 2010: The Ice Sculptor, Regie: Alberto Meroni
- 2012: Tapperman, Regie: Alberto Meroni
- 2012: Tutti Giù, Regie: Niccolò Castelli
- 2014: La Buca, Regie: Daniele Ciprì
- 2017: Oltre il confine. La storia di Ettore Castiglioni, Regie: Andrea Azzetti und Federico Massa
- 2017: La Bataille d’Alger, un film dans l’Histoire, Regie: Malek Bensmaïl
- 2018: Cronofobia, Regie: Francesco Rizzi
- 2018: La fin da la val l’è mia la fin dal mund (Das Ende des Tales ist nicht das Ende der Welt), Regie: Peter Frei
- 2021: Atlas, Regie: Niccolò Castelli
- 2022: Il sergente dell’Altopiano. La storia di Mario Rigoni Stern, Regie: Tommaso Brugin e Federico Massa